# Damaščanska vrata
Damaščanska vrata (hebr.: שער שכם, Sha'ar Shechem Vrata Sihema, arap.: باب العامود, Bab-al-Amud, Vrata stupa) vrata su na ulazu u jeruzalemske zidine Starog grada. Vrata je 1542. sagradilo Otomansko carstvo pod Sulejmanom Veličanstvenim. Kroz njih se dolazi izravno do muslimanske i kršćanske četvrti. Vrata imaju dvije kule koje su obe opremljene mašikulama. Nalaze se na ulazu na arapsku tržnicu. Za razliku od Vrata Jaffe, na vratima Damaska, stepenice se spuštaju prema vratima. 

## Vanjske poveznice
- Holy Land Photos:"Damascus Gate" Fotografije Damaščanskih vrata.